# Ditaxis adenophora
Ditaxis adenophora är en törelväxtart som först beskrevs av Asa Gray, och fick sitt nu gällande namn av Ferdinand Albin Pax och Käthe Hoffmann. Ditaxis adenophora ingår i släktet Ditaxis och familjen törelväxter. Inga underarter finns listade i Catalogue of Life.